# Sunrise Communications
| Kundenzahlen (2015) | Kundenzahlen (2015) |
| ------------------- | ------------------- |
| Mobilfunk           | 2'410'000           |
| Festnetz            | 390'000             |
| Internet            | 340'000             |
| TV                  | 130'000             |
| Gesamtkundenzahl    | 3'300'000           |

Sunrise Communications war mit etwa 3,3 Millionen Kunden das zweitgrösste Schweizer Telekommunikations-Unternehmen nach Swisscom. Als Telekommunikationsunternehmen bot sie unter ihrem eigenen Namen wie auch bei diversen Mobilfunkprovidern Mobilfunk- und Festnetzangebote an. Infolge der Fusion mit UPC Schweiz wurde die Sunrise Communications AG gelöscht und UPC Schweiz in die Sunrise GmbH umgewandelt.

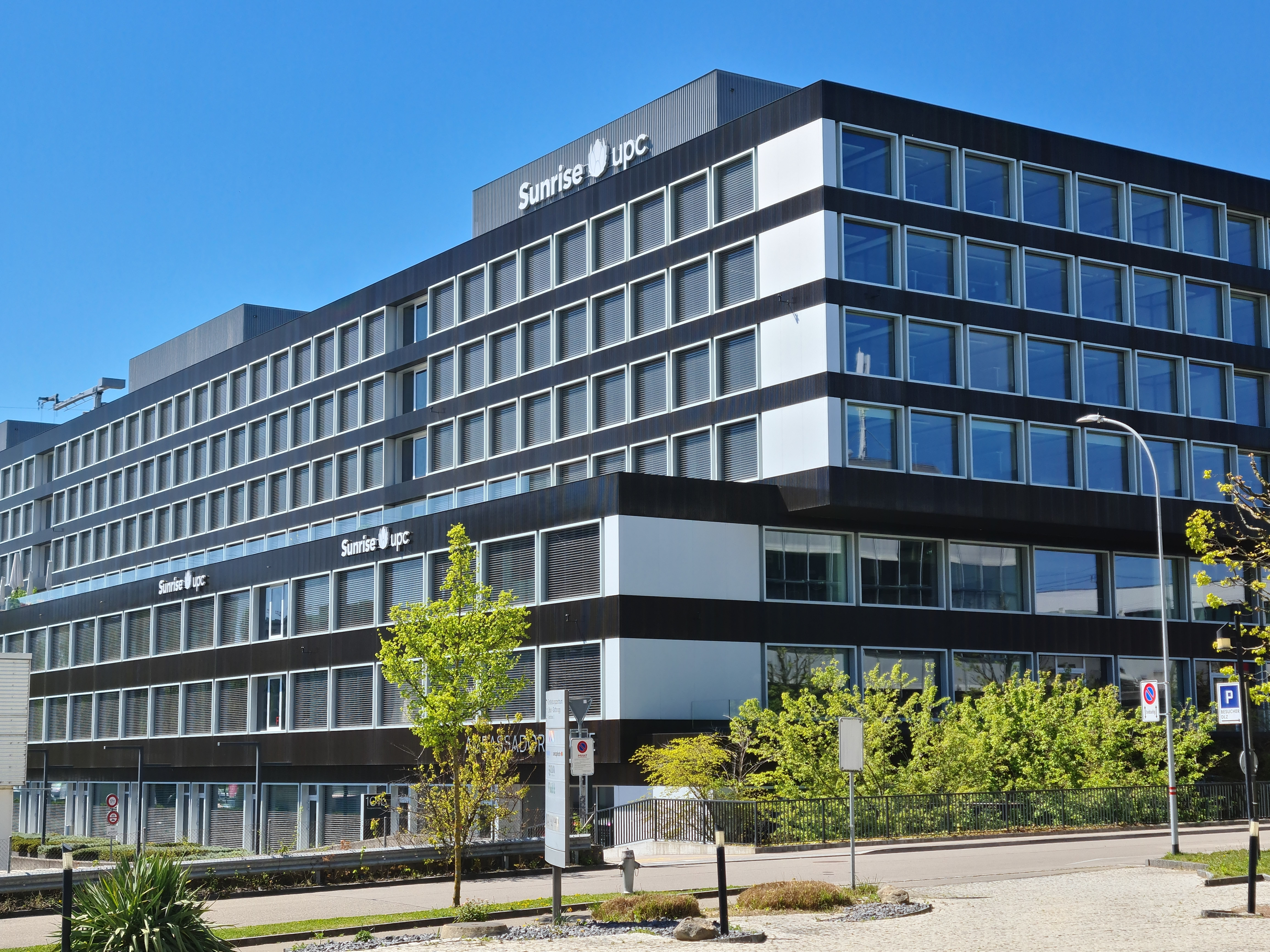
Hauptsitz von Sunrise seit März 2019 in Opfikon

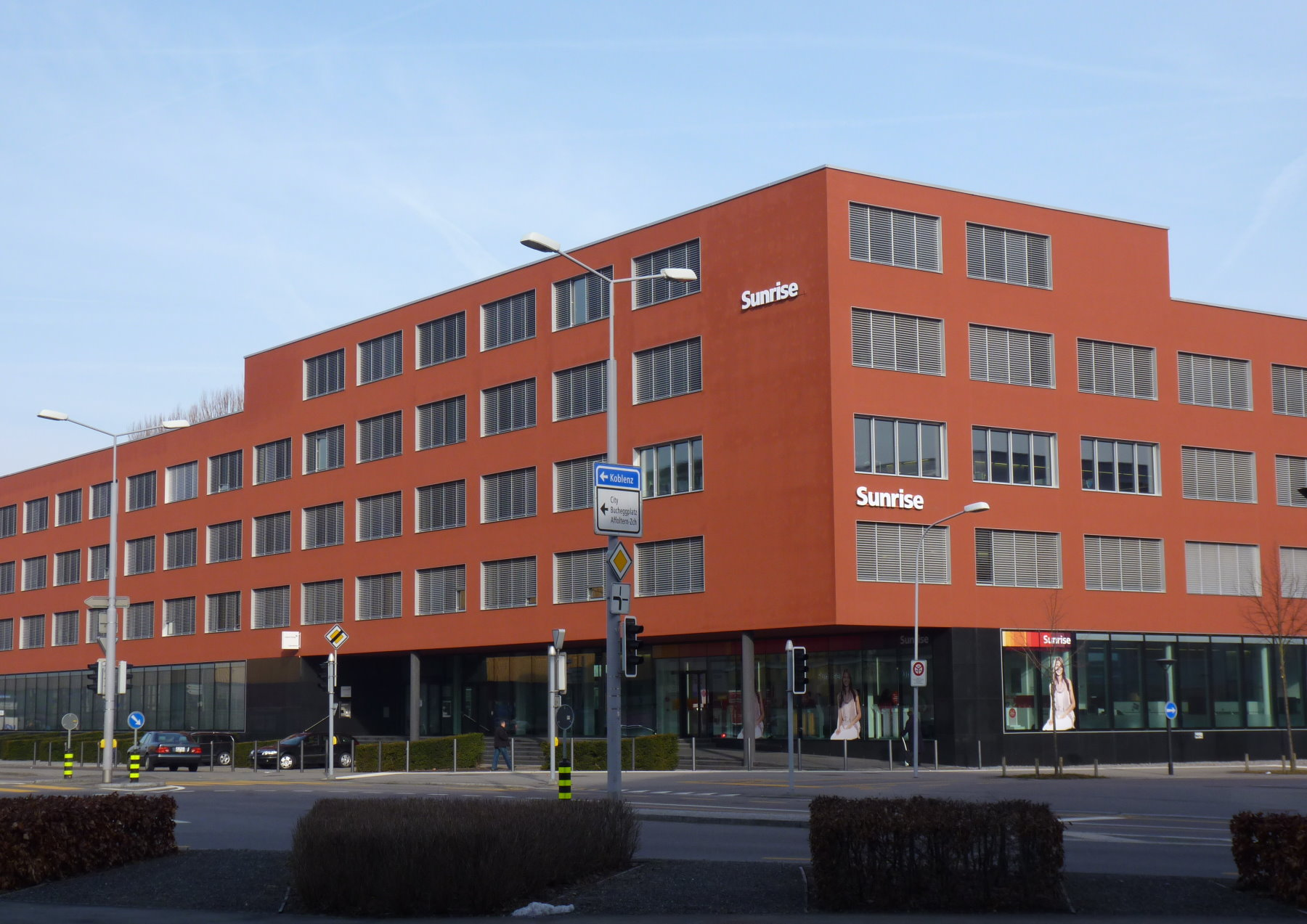
Hauptsitz von Sunrise von März 2010 bis Februar 2019 in Zürich

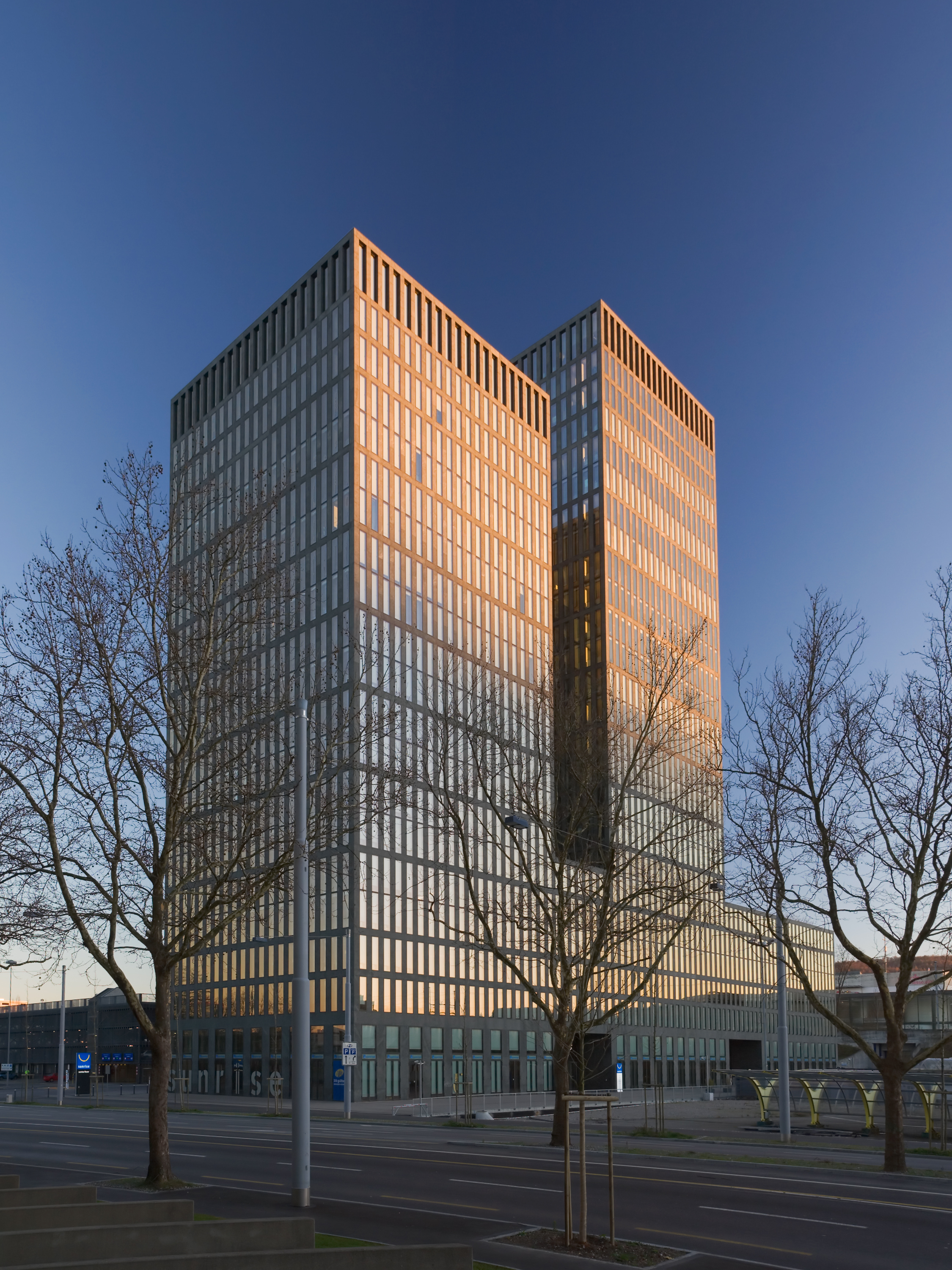
Ehemaliger Hauptsitz im Hochhaus Hagenholzstrasse in Zürich Seebach

## Dienstleistungsbereiche

### Mobilfunk
Sunrise Communications war mit 2,49 Millionen Mobilfunkkunden (Ende 2013) der zweitgrösste Mobilnetzbetreiber der Schweiz mit einem Marktanteil von 27,0 %. Das Unternehmen schloss 360 Roaming-Abkommen in über 180 Ländern ab und war Gründungsmitglied der Starmap Mobile Alliance.

### Festnetz
Sunrise Communications verfügte über ein Glasfasernetz mit über 10'841 Kilometern Länge und mehr als 93 Points of Presence. Das Unternehmen hatte rund 85 % der Hausanschlüsse mit eigener Infrastruktur erschlossen. Im Festnetzbereich besass Sunrise Communications Ende 2013 rund 440'000 Kunden. Der bis Ende 2017 verwendete Carrier Pre Selection Code von Sunrise Communications war 10707 (früher diAx: 10766).

### Internet und Datenkommunikation
Sunrise Communications bot den Zugang auf WLAN-Hotspots an. Ende 2009 waren rund 600 Hotspots eingerichtet. Ende 2013 zählte Sunrise 350'000 Internetkunden. Die Anzahl der ADSL-Anschlüsse verzeichnete eine steigende Tendenz. Die Verfügbarkeit für DSL lag bei über 98 % der Festnetzanschlüsse. Sunrise Communications verwendete die Technologie ADSL2+, VDSL und Glasfaser.

### Fernsehen
Sunrise TV zeichnete sich, je nach gewähltem Paket, durch eine Auswahl von etwa 270 Sendern aus, etwa 100 davon HD-Sender. Es wurden Funktionen wie «ComeBack TV» und «Live Pause», das Hören von Radio-Kanälen angeboten. Die Geräte wurden als Stromfresser kritisiert.

## Unternehmensgeschichte

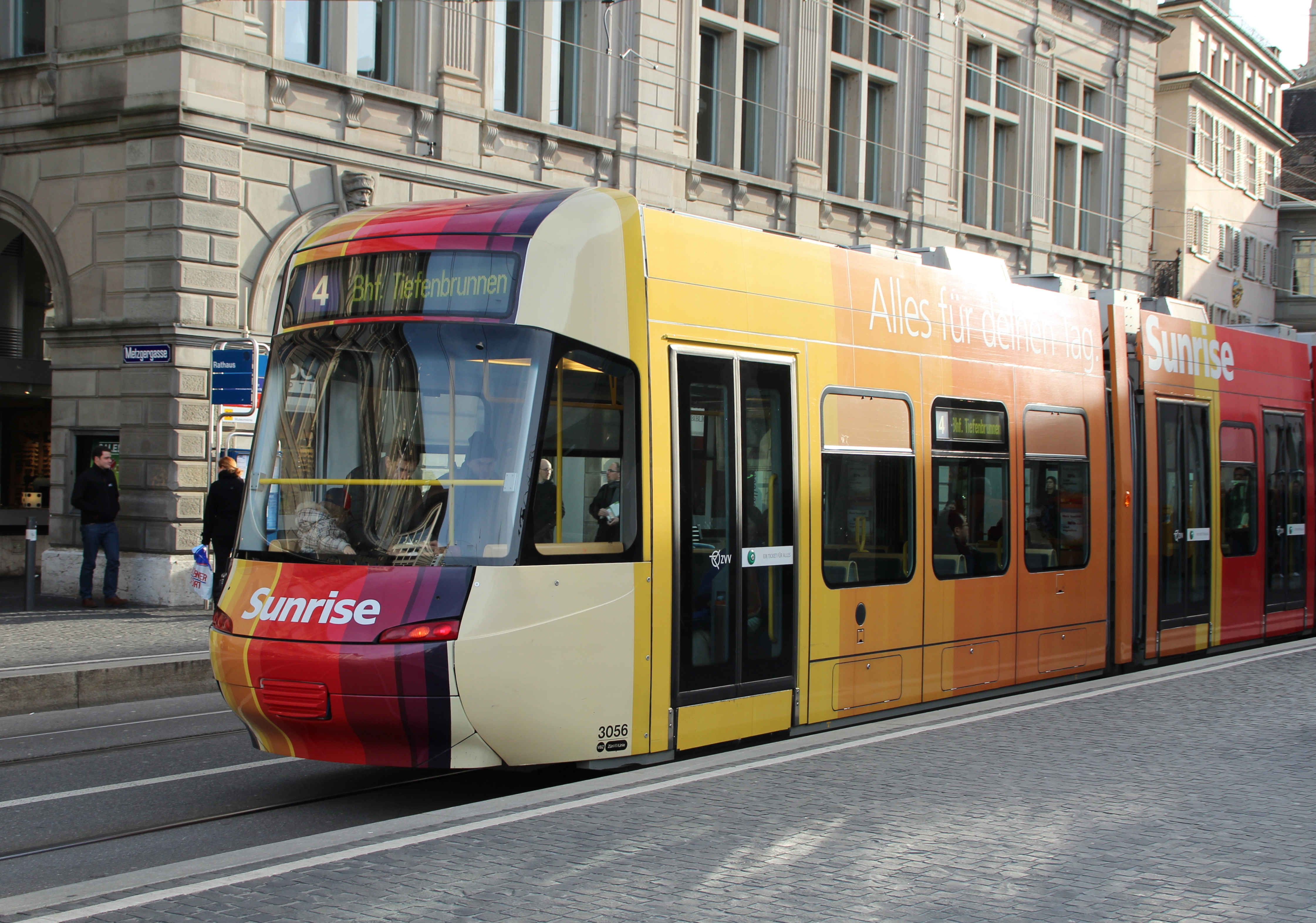
Sunrise-Werbetram am Limmatquai, Zürich

Sunrise Communications war als erster Anbieter von Festnetztelephonie in Konkurrenz zur damals noch alleinigen Telecom-Sparte der PTT (die spätere Swiss Telecom und heutige Swisscom) entstanden und nahm den Betrieb noch vor Ende 1997 auf. Die damalige sunrise gehörte vorwiegend der BT Group und der dänischen Tele Danmark (TDC A/S), mit Migros und den Schweizerischen Bundesbahnen als Juniorpartner. diAx wurde 1997 als erster Mobilfunk-Anbieter gegründet, nahm im Dezember 1998 den Betrieb auf und gehörte damals zu 40 % der US-amerikanischen SBC Communications, zu 50 % Schweizer Energieversorgern und zu 10 % der bundesdeutschen RWE AG. diAx hatte zwar einen beachtlichen Erfolg im Mobilfunkbereich, konnte jedoch im Festnetz aufgrund des schwachen Kundendienstes mit den Mitbewerbern nicht mithalten; Sunrise bot noch gar keinen Mobilfunk an, strebte dies aber an. Im Jahre 2000 wollten die beiden Unternehmen verhindern, dass für die UMTS-Lizenzen Milliardenbeträge bezahlt werden müssen. Durch den Zusammenschluss von diAx und sunrise im 2001 gab es nur noch vier Bewerber für die vier ausgeschriebenen UMTS-Lizenzen. Nach der Fusion einigte man sich auf den neuen Markennamen sunrise, und das neu entstandene Unternehmen TDC Switzerland AG wurde zur 100 %-Tochter der TDC A/S.
Ende Januar 2006 übernahm die Nordic Telephone Company (NTC) 88,2 % der Aktien von TDC A/S, dem Mutterhaus von Sunrise. Ab dem 4. Oktober 2007 lautete der Name des Unternehmens Sunrise Communications AG, und der Markenname Sunrise wurde nun gross geschrieben. Als neues Logo diente der Namenszug «Sunrise» in der Schriftart Frutiger, welche die schweizerische Verankerung des Unternehmens unterstreichen sollte. Des Weiteren lautete ihr neuer Leitspruch «Mutig. Vital. Ehrlich. Einfach.».
Am 29. September 2008 gab Sunrise Communications die Übernahme der Konkurrentin Tele2 Schweiz bekannt. Tele2, welche über 491'000 Kunden verfügte, blieb zunächst als Marke bestehen, die Mitarbeiter wurden übernommen. Per 1. November 2011 liefen jedoch die Lizenzrechte am Namen «Tele2» aus, der Auftritt wurde in «Tele4U» geändert.
Im November 2009 gaben France Télécom und TDC die Absicht bekannt, ihre Schweizer Tochtergesellschaften Orange Communications und Sunrise Communications zusammenzuführen. Am neuen Unternehmen sollten France Télécom 75 % und TDC 25 % halten. Kombiniert hätte das neue Unternehmen über einen Marktanteil von rund 38 % beim Mobilfunk und von rund 13 % bei den Breitbandanschlüssen verfügt. Am 22. April 2010 untersagte die Wettbewerbskommission (WEKO) den Zusammenschluss. Als Grund wurde die marktbeherrschende Stellung im Mobilfunkmarkt der fusionierten Unternehmung zusammen mit Swisscom genannt. Ausserdem wäre der im Markt aktivste Netzbetreiber aus dem Markt ausgeschieden.
Im September 2010 gaben TDC A/S und die luxemburgische Private-Equity-Gesellschaft CVC Capital Partners bekannt, eine Vereinbarung über den Kauf von Sunrise Communications durch CVC für 3,3 Milliarden Franken getroffen zu haben. Die Transaktion wurde nach Genehmigungen durch die schweizerischen Wettbewerbs- und Regulierungsbehörden am 28. Oktober 2010 vollzogen.
2015 erfolgte der Börsengang von Sunrise Communications. Von 2016 an war der deutsche Telekommunikationsanbieter Freenet Hauptaktionär.
Am 27. Februar 2019 gab Sunrise Communications die geplante Übernahme von UPC Schweiz vom britischen Medienkonzern Liberty Global für 6,3 Milliarden Franken (rund 5,5 Milliarden Euro) bekannt. Kurz nachdem die Vereinbarung unterschrieben war, forderte der Hauptaktionär Freenet Nachverhandlungen. Das Übernahmegesuch wurde von der Wettbewerbskommission geprüft und ohne Auflagen genehmigt. Im September 2019 wurde die Bewilligung von der Wettbewerbskommission erteilt. Als Nächstes hätten die Sunrise-Communications-Aktionäre einer erforderlichen Kapitalerhöhung zustimmen müssen. Nachdem sich im Oktober 2019 abgezeichnet hatte, dass der Übernahmedeal keine Mehrheit der Aktionärsstimmen finden würde, wurde die ausserordentliche Generalversammlung abgesagt und der Vertrag mit Liberty Global, dem Besitzer von UPC, gekündigt. Darauf trat CEO Olaf Swantee Anfang 2020 per sofort zurück, VR-Präsident Peter Kurer kündigte an, bei der nächsten Generalversammlung im April 2020 nicht mehr zur Wiederwahl anzutreten.
Ende Mai 2020 wurde bekannt, dass Sunrise Communications einen Teilerfolg bei einer weitreichenden Klage gegen Swisscom erzielen konnte bezüglich des Vorwurfs vom Missbrauch der marktbeherrschenden Stellung im Bereich des Breitbandinternetzugangs (ADSL) in den Jahren 2001 bis 2007 und der daraus resultierenden Preispolitik. Schon im Jahr 2009 wurde von der Schweizer Wettbewerbskommission dieser Vorwurf bestätigt und Swisscom deshalb zu einer Strafe von rund 220 Millionen Schweizer Franken verurteilt, wogegen Swisscom Einspruch einlegte und in die nächste Instanz ging. Das Urteil wurde nun in abgemilderter Form bestätigt. Sunrise Communications verlangte einen Schadenersatz von insgesamt 350 Millionen Franken exklusive Zinsen.
Am 18. Juni 2020 wurde die Übernahme von Wilmaa durch Sunrise Communications bekannt.
Am 12. August 2020 gab die UPC Schweiz als Tochtergesellschaft der Liberty Global bekannt, Sunrise Communications übernehmen zu wollen. Die Übernahme wurde am 30. Oktober 2020 von der Wettbewerbskommission genehmigt. Der Zusammenschluss wird einen Stellenabbau nach sich ziehen, weshalb im Januar 2021 ein Konsultationsverfahren eingeleitet wurde. Zusammen mit der Gewerkschaft syndicom und beiden Mitarbeitervertretungen wurde ein Sozialplan verabschiedet. Bis Ende 2022 sollen durch die Fusion insgesamt 600 Stellen gestrichen werden. Sunrise Communications AG und UPC Schweiz GmbH wurden rechtlich am 1. Mai 2021 unter dem Namen Sunrise UPC GmbH vereint. Infolge der Fusion wurde die Sunrise Communications AG gelöscht.

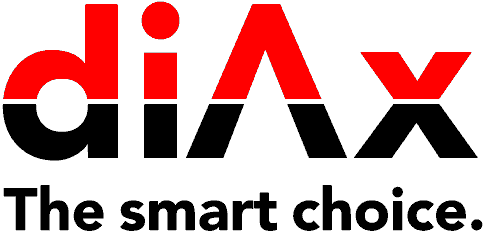
Logo von diAx
Logo bis zum 4. Oktober 2007
Logo bis zum 8. März 2017

## Entwicklung des Mobilfunknetzes

### Mobilfunknetz der 2. Generation (GSM / EDGE)
Am 20. April 1998 erhielt die damalige diAx AG die Konzession für den Betrieb eines Dualband-Mobilnetzes (GSM 900 und 1800) in der Schweiz. Nach einer intensiven Aufbauphase konnte das Mobilnetz bereits im Dezember 1998 in Betrieb genommen werden. Anfänglich war das Netz jedoch nur entlang von Autobahnen und in städtischen Gebieten verfügbar. Durch den kontinuierlichen Ausbau des Mobilnetzes auch in ländlichen Regionen erreichte Sunrise Communications kontinuierlich bessere Abdeckung, v. a. auch dadurch, dass das Netz der Schweizerischen Bundesbahnen als Backbone genutzt werden konnte.
Ende 2014 lag der Versorgungsgrad mit GSM (2. Mobilfunkgeneration) bei 99,8 % der besiedelten Fläche der Schweiz.
Als erster Mobilfunkanbieter der Schweiz lancierte das Unternehmen im Dezember 2000 GPRS-Dienste auf dem Schweizer Markt. Als weltweit erster Anbieter schaltete diAx diesen Dienst auch für Prepaid-Karten frei. Noch im gleichen Monat, kurz nachdem bekannt geworden war, dass diAx und die damalige sunrise fusionieren, ersteigerte sich das Unternehmen als dSpeed eine der vier landesweiten UMTS-Konzessionen.
Im Dezember 2005 startete Sunrise Communications mit einem hybriden Netzwerk auf GPRS-, EDGE- und neu zusätzlich auf UMTS-Basis (3G) mit Datenübertragungsraten von bis zu 384 Kbit/s. Seit Ende 2006 ist das gesamte GSM-Netz flächendeckend EDGE-fähig. Heute erreicht das Mobilfunknetz der 2. Generation (GSM bzw. EDGE) von Sunrise Communications 99,8 % der Schweizer Bevölkerung.
Sunrise Communications wollte das Mobilfunknetz der 2. Generation per Ende 2018 ausser Betrieb nehmen, revidierte diesen Entscheid aber später wieder, da Sunrise Communications mit einer Software-Lösung von Huawei 2G aktiviert lassen kann, ohne viel Ressourcen zu verbrauchen.
Definitiv abgeschaltet wird 2G bei Sunrise Communications per Ende 2022[veraltet].

### Mobilfunknetz der 3. Generation (UMTS / HSPA+)
Die Abdeckung mit dem Mobilfunkstandard der 3. Generation (3G bzw. UMTS) beträgt über 96 % des besiedelten Gebiets der Schweiz, wodurch Sunrise Communications die nahezu gleiche Flächenabdeckung wie Marktführerin Swisscom (98 %) erreicht. Dies obwohl Sunrise Communications von allen drei Schweizer Netzbetreibern am wenigsten Mobilfunkantennen bzw. -basisstationen (ca. 4000) betreibt. Jedoch hat Sunrise Communications ihr 3G-Netz seit 2012 ausserhalb grosser Städte flächendeckend auf das 900-MHz-Spektrum (UMTS900) umgerüstet, wo Sunrise Communications über das gleich grosse Frequenzspektrum wie Swisscom (30 MHz) verfügt, dieses jedoch konsequent für die parallele Nutzung von 2G und eben gleichzeitig auch 3G verwendet. Vorteile von UMTS900 gegenüber dem sonst hauptsächlich in Kontinentaleuropa üblichen Frequenzband auf 2100 MHz (UMTS2100) sind die deutlich grössere Reichweite und die (dadurch) bessere Abdeckung im Gebäudeinneren.
Im Zuge der Umstellung auf UMTS900 seit 2012 hat Sunrise Communications ihr Netz zugleich auch flächendeckend mit dem 3G-Beschleuniger HSPA+ aufgerüstet. Dies ermöglicht theoretische Datenübertragungsraten von bis zu 42 Mbit/s.

### Mobilfunknetz der 4. Generation (4G / LTE)
Sunrise Communications nahm das Mobilfunknetz der 4. Generation (LTE Release 8) am 19. Juni 2013 als letzter der drei Schweizer Mobilfunknetzbetreiber in Betrieb. Vorerst wurden nur grosse Ballungszentren abgedeckt. Im Gegensatz zu den anderen Netzbetreibern wurde 4G jedoch von Anfang an für sämtliche Mobilfunkkunden auf dem Sunrise-Communications-Netz (Postpaid und Prepaid sowie auch für Kunden von Mobilfunkdiscountern) freigeschaltet. Dank Erhöhung der Investitionen im Jahr 2014 und konsequenter Verwendung des neu ersteigerten 800-MHz-Frequenzspektrums (Band 20; ab LTE Release 9) konnte Sunrise Communications 2014 und 2015 Fortschritte in der Flächenabdeckung erzielen. Überdies bestehen seit Anfang 2015 Testläufe einer gemeinsamen Netznutzung mit Salt. Hierbei wird das 4G-Signal von Salt für Sunrise-Communications-Kunden freigegeben, da es hohe Kapazitäten und hohe Verfügbarkeit bietet. Die Netzkennung (angezeigter Name auf dem Display des Mobiltelefons) bleibt für die jeweiligen Kunden jedoch immer gleich, und ein Wechsel des Netzwerks auf die Technologie des anderen Anbieters findet nur statt, wenn das eigene Netz die entsprechende Technologie am betreffenden Standort nicht abdeckt; siehe auch MORAN. Bis Ende 2016 wurde das gesamte Mobilfunknetz von Sunrise Communications vollständig mit 4G/LTE aufgerüstet.
Hierfür werden immer mehr Antennenstandorte von Sunrise Communications direkt mit Glasfaser erschlossen, um den hohen Datenverkehr (Download und Upload) abwickeln zu können. Ausserdem führte Sunrise Communications im 2014 als erster Schweizer Anbieter die Erweiterung des 4G-Netzes auf LTE-Advanced (in der Schweiz als 4G+ bezeichnet) ein, wodurch Geschwindigkeiten von bis zu 300 MBit/s erreicht werden können.

### Mobilfunknetz der 5. Generation (5G / NR)
2019 begann Sunrise Communications mit der Aufrüstung auf den neuen Mobilfunkstandard 5G mithilfe seines Netzausrüsters Huawei. Hierzu wurden zwischen 2019 und 2021 schweizweit viele Mobilfunkstandorte von Sunrise durch neue All-In-One-Antennen von Huawei (u. a. Modell AAU5831), welche aktive und passive Antennenelemente in einem Gehäuse kombinieren, ausgetauscht. Mit schweizweit immer noch deutlich weniger Antennenstandorten als Swisscom erreicht Sunrise Communications dennoch eine nahezu gleich hohe 5G-Abdeckung von aktuell (Stand: Juni 2022) über 90 % in Städten und über 80 % im ländlichen Raum. Sunrise verwendet für 5G überwiegend das Frequenzband n78 (3,5 GHz) im städtischen sowie n28 (700 MHz) und n8 (900 MHz) im ländlichen Raum.